# Grand Hôtel (Aix-les-Bains)
Pour les articles homonymes, voir Grand Hôtel.
Le Grand Hôtel d'Aix-les-Bains est un ancien hôtel situé en France sur la commune d'Aix-les-Bains, dans le département de la Savoie en région Auvergne-Rhône-Alpes. Aujourd'hui, des logements et quelques médecins y sont installés.
Édifié dans les années 1850, l'hôtel n'a cessé de se développer pour atteindre en 1952, la catégorie des 4 étoiles pour les hôtels en proposant 200 lits. Il est ensuite vendu en copropriété en 1953.
L'édifice fait l’objet d'une inscription partielle au titre des monuments historiques depuis le 24 avril 1986.